# Гимн Кубы
La Bayamesa (Himno de Bayamo) — государственный гимн Кубы.
Музыка марша «Баямеса» была написана Педро (Перучо) Фигередо в августе 1867 года, мелодия была навеяна гимном французской революции — «Марсельезой». В  1868 году были написаны слова к этому маршу, посвященному взятию Баямо армией Карлоса Мануэля де Сеспедеса. Первое исполнение происходило во время церковного богослужения  под видом религиозного гимна, правильно понятого, однако, и патриотами, и испанскими властями.
После того как Куба обрела независимость от Испании, гимн Баямо был официально признан как кубинский национальный гимн. В 1893 году композитору Антонио Родригесу Ферреру было официально поручено на основе марша создать гимн борьбы за независимость Кубы, позднее ставший национальным гимном. Чтобы не ранить чувства испанцев, из него были исключены последние строки, таким образом, в официальной версии кубинского национального гимна присутствуют только первые две изначальные строфы.

## исп.Слова
¡Al combate corred Bayameses,

que la patria os contempla orgullosa;

no temáis una muerte gloriosa,

que morir por la patria es vivir!

En cadenas vivir es vivir

en afrenta y oprobio sumido.

Del clarín escuchad el sonido;

¡a las armas, valientes, corred!

No temáis; los feroces Iberos

son cobardes cual todo tirano

no resisten al brazo Cubano;

para siempre su imperio cayó.

¡Cuba libre! Ya España murió,

su poder y su orgullo ¿do es ido?

¡Del clarín escuchad el sonido

¡¡a las armas!!, valientes, corred!

Contemplad nuestras huestes triunfantes

contempladlos a ellos caídos,

por cobardes huyen vencidos:

por valientes, supimos triunfar!

¡Cuba libre! podemos gritar

del cañón al terrible estampido.

¡Del clarín escuchad el sonido,

¡¡a las armas!!, valientes, corred!

## Русский перевод
Торопитесь в битву, люди Байамо

За Отчизну, с гордостью смотрящую на вас.

Не бойтесь погибнуть во славе,

Умереть за Отчизну, это ли не жизнь.
Жизнь в цепях —

Жизнь в позоре и бесчестьи.

Услышьте рог, призывающий к оружию.

Вперед смелые люди!

Второй вариант:
Смело в бой, патриоты Байямо!

Ваша Родина вами гордится!

Славной смерти не надо страшиться:

Смерть за Родину — вечная жизнь! 

      Знайте, рабство познавшие, гнет:        

      Жить в оковах - позор и бесчестье!

      Клич победы летит в поднебесье:

      Патриоты, к оружию! Вперед!
Третий вариант
Рвитесь в бой, баямцы, чтобы

Родина гордилась вами.

И не бойтесь славной смерти

За отчизну — это жизнь.

Смерть — в цепях существованье

В униженьи, в оскорбленьях.

Слушай доблесть звуки горна

И с оружьем в бой стремись. 